# Macromolecola

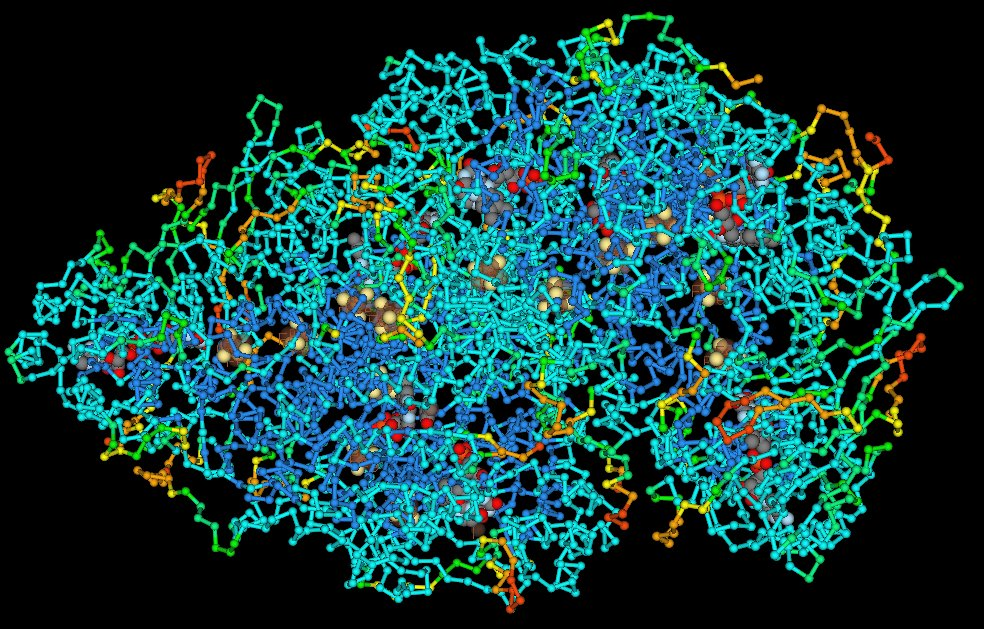
L'immagine tridimensionale di una macromolecola (una proteina)

In chimica una macromolecola è una molecola di dimensioni molto grandi e di peso molecolare molto elevato. Le macromolecole sono comuni nei sistemi viventi, ma comprendono anche i polimeri sintetici e artificiali.
Le macromolecole polimeriche sono tipicamente formate dall'unione di molecole più piccole, uguali o simili tra loro, ripetute molte volte (solitamente da 100 a oltre 1000) e possono essere lineari, ramificate o reticolate. Tra le macromolecole si annoverano inoltre i macrocicli.

## Descrizione
Secondo la IUPAC il termine macromolecola va utilizzato esclusivamente per indicare molecole singole di grandi dimensioni, mentre il termine polimero identifica una sostanza composta da più macromolecole.
Le macromolecole biologiche più importanti sono:
- i polisaccaridi che appartengono ai glucidi (come l'amido e la cellulosa);
- le proteine che appartengono ai protidi;
- il DNA e gli RNA che costituiscono gli acidi nucleici;
- i lipidi complessi.

I polimeri sintetici comprendono le materie plastiche, le gomme sintetiche e le fibre tessili, ed hanno un vastissimo campo di applicazioni tecnologiche.
I polimeri inorganici più importanti sono a base di silicio.

## Proprietà
Le macromolecole in genere hanno comportamenti e proprietà fisiche inusuali, ad esempio possono mostrare tipi di aggregazione supramolecolare con comportamenti liquido-cristallini, difficoltà di sciogliersi in soluzione, facilità a denaturarsi a determinate concentrazioni e fenomeni di natura colloidale.